# Porsche Spirit
El Porsche 924 Spirit es un automóvil deportivo clásico especial, construido como serie limitada por el fabricante alemán Dr. Ing. h.c. F. Porsche AG en septiembre de 1987 para conmemorar la duodécima victoria de Porsche en las 24 horas de Le Mans.

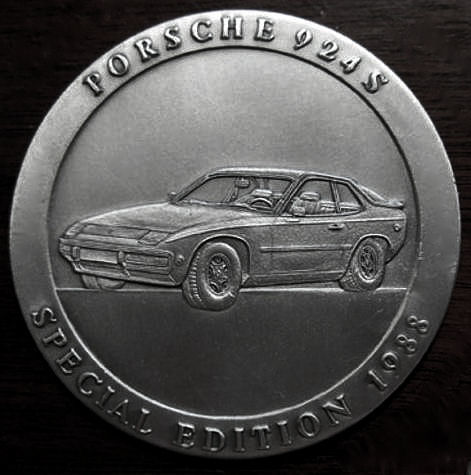
Porsche 924 Spirit - Medalla

El Spirit es una versión exclusiva del Porsche 924S (código interno 946) de 1988, destinada solo para el mercado español. 

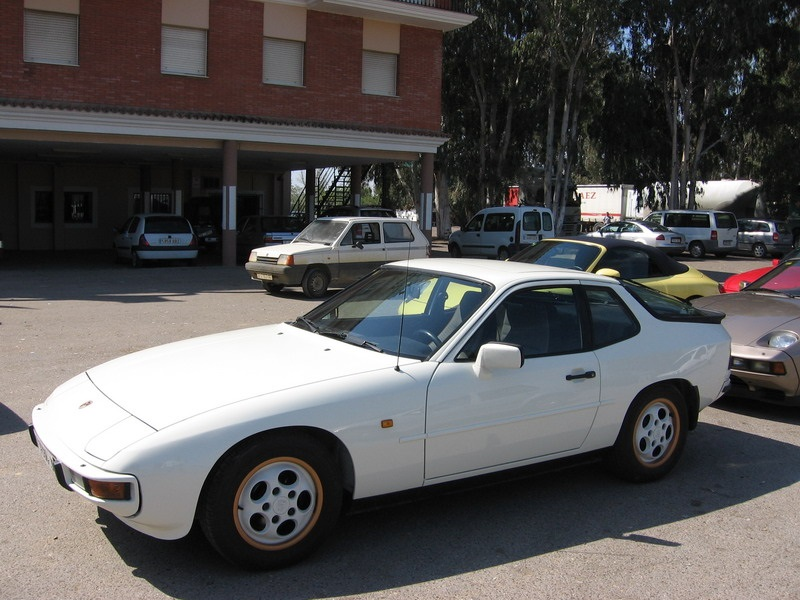
Porsche 924 Spirit de color blanco Alpine (1988)

Está basada en la serie limitada 924S Club Sport de 1988, con el paquete de opciones M755 y M912.

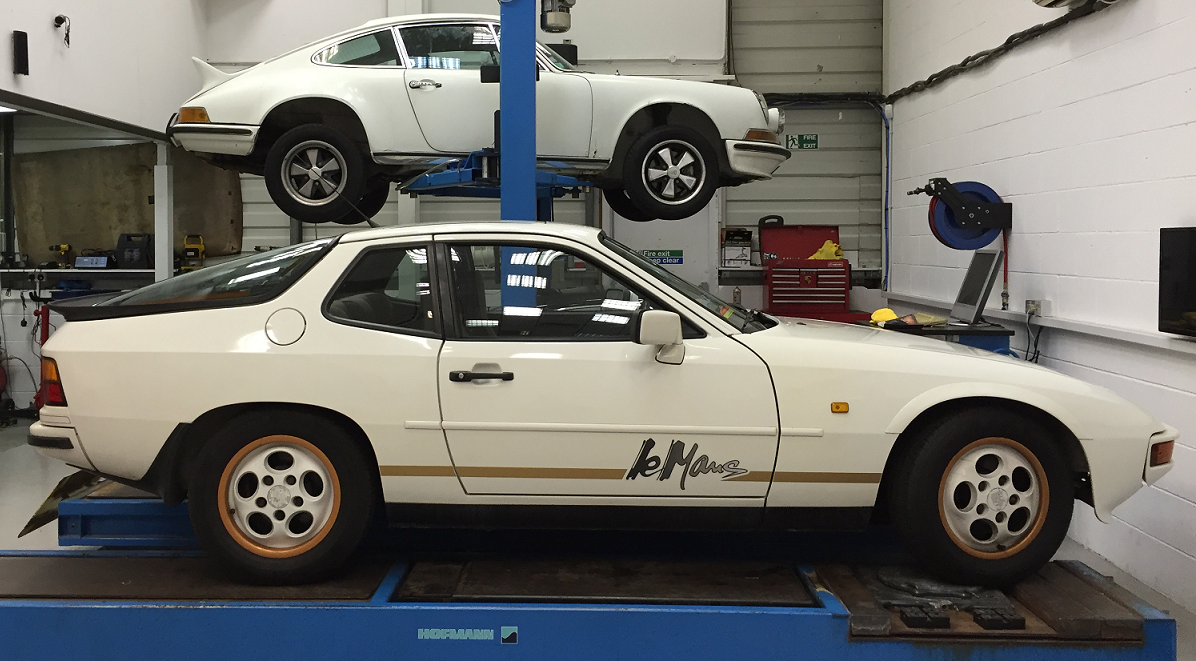
En Japón se vendieron 20 coches con la denominación "924S Club Sport", con una diferencia visual: los pasos de las ruedas delanteras llevan aletas.

Se decidió denominarlo Spirit ya que representaba el espíritu de Porsche, deportivos ligeros que, con motores pequeños, conseguían altas prestaciones.

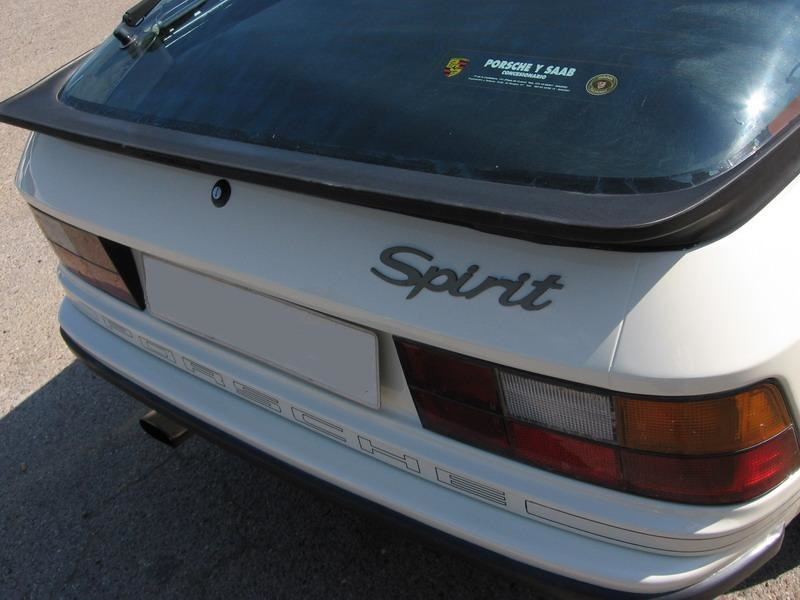
Insignia trasera del Porsche 924 Spirit de 1988

## Historia y resumen del modelo

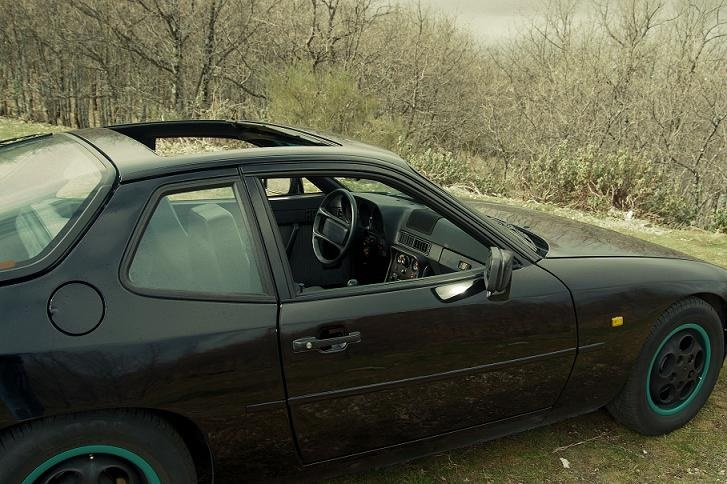
Porsche Spirit, Techo Targa.jpg

En 1988 Porsche AG construyó tres modelos de edición especial: Una edición Club Sport del 911, una edición conmemorativa del 944 y otra versión Club Sport del 924S, con un paquete especial enfocado en la mejora del rendimiento. 

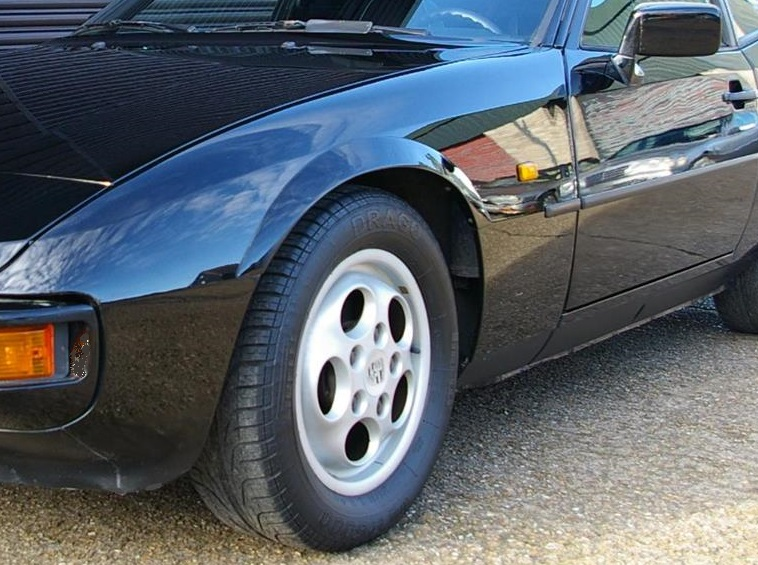
Aleta delantera de un Porsche 924 ClubSport japonés.

La edición especial del 924S se componía esencialmente de un chasis deportivo que incluía amortiguadores ajustables Koni, barras de torsión y estabilizadores más gruesos, resortes ajustables y soportes de goma más duros (código M030). Como resultado, la carrocería era 10 mm más baja. Así mismo, la potencia fue aumentada, el motor catalizado pasó de 110 kW (150 CV) a 118 kW (160 CV); mientras que el motor sin catalizador incrementó la potencia de 120 kW (163 CV) a 125 kW (170 CV). 
Según el mercado destinado, esta versión especial tuvo diferentes denominaciones: En los Estados Unidos se denominó 924 SE, en Japón 924 Club Sport, en Alemania 924 S Exklusiv-Modell, en el Reino Unido 924S Le Mans (no confundirlo con el 924 Le Mans de 1980) y en la península ibérica 924 Spirit, con aire acondicionado y un motor sin catalizador.
La versión 924 Club Sport representa el 25 por ciento del los 924S producidos en 1988.

### 924 Spirit

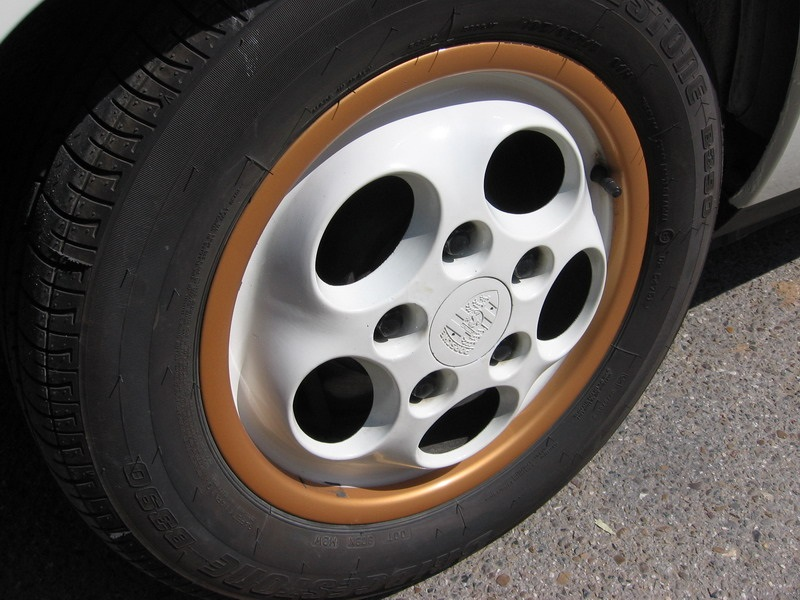
Llanta dialphone de 15’ con pintura exclusiva del Porsche 924 Spirit de 1988.

Solo 30 modelos 924S Special Edition o Club Sport llegaron a España, con una denominación especial única (Spirit). De los 30 Spirits, 15 se pintaron en negro y 15 en blanco Alpine. Este modelo se distinguía exteriormente por el logo “Spirit” en la parte trasera del coche, y mecánicamente por llevar un motor sin catalizador. El resto de las características especiales son las propias de la versión Club Sport, añadiendo el aire acondicionado, imprescindible para España y Portugal. 
Las características de la versión Club Sport del 924S consistían en: 
- Reducción de la altura del automóvil en 10 mm en la parte delantera y 15 mm en la parte trasera, equipándolo con muelles más rígidos y amortiguadores Koni regulables. 
- Montaje de barras estabilizadoras más gruesas, con un diámetro de 21,5 mm en la parte delantera, y 20 mm, en lugar de 14 mm (0,55 in), en la parte trasera. Así mismo, las barras de torsión traseras eran más rígidas (24,5mm de diámetro).
- Llantas de aleación estilo «dialphone», de 6Jx15 en la parte delantera y 7Jx15 (en la parte trasera). Las llantas de 15 pulgadas venían pintadas en negro o blanco, con los bordes en ocre o turquesa apropiado.
- En el interior, todos los coches fueron ofrecidos con asientos manuales Recaro deportivos, cuyo nombre oficial era "asientos Turbo".

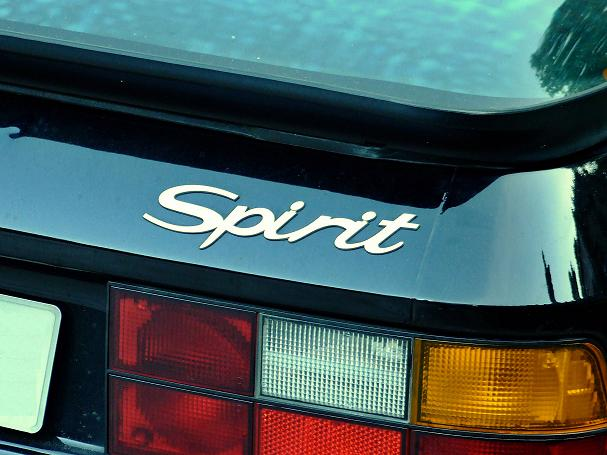
Insignia trasera del Porsche 924 Spirit.

- Volante de dirección de cuatro radios de diámetro reducido (363 mm).

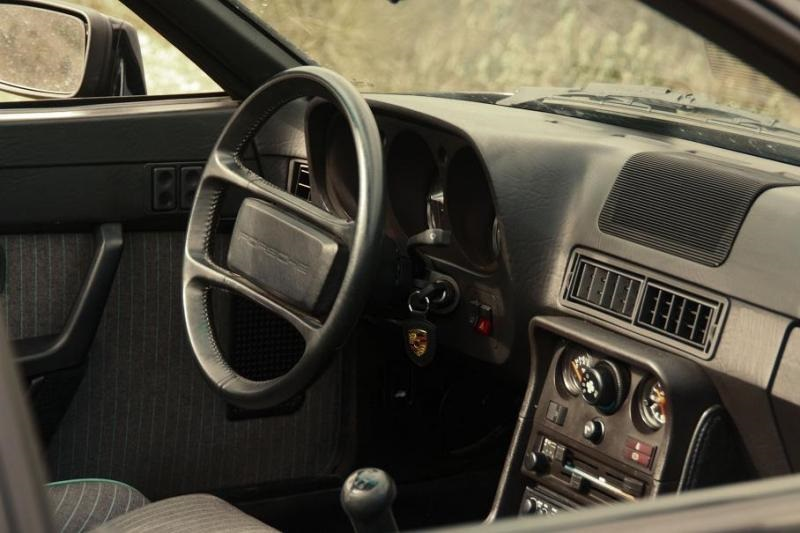
Interios del Porsche Spirit con un volsnte de 360mm.

- Tapizado con tela exclusiva, tanto en los asientos como en los paneles de las puertas, en franela gris y turquesa, con ribetes en turquesa.
- Dirección sin asistencia.
- Techo targa desmontable eléctrico.
- Protecciones laterales provenientes del modelo 944.
- Aire acondicionado; elevalunas y espejos eléctricos; alarma antirrobo. 
- Batería más potente de 63 ah.
- Cada modelo se entregaba con una medalla conmemorativa sobre un soporte de madera a modo de pisapapeles, que reconocía la exclusividad del mismo.
- Los n.º de chasis de los 924 Spirit se encuentran dentro del rango comprendido entre WP0ZZZ92ZJN400061 y WP0ZZZ92ZJN400599.
- El Porsche 924 Spirit, gracias a su paquete de chasis deportivo (Opción M030) que mejoraba notablemente su comportamiento deportivo con respecto a un 924S de serie, así como por una mejor aerodinámica que el 944, un peso muy contenido y una potencia aumentada hasta los 125kW (motor sin catalizador), lograba situarse a nivel de un Porsche 944S con 141 kW y, teóricamente, mejores prestaciones.

### Motor más potente
El motor era un bloque de 4 cilindros de 2,5 litros (código M44.09 para la versión con cambio manual y M44.10 para un coche automático), idéntico al del Porsche 944 que, debido a una serie de cambios que se detallan a continuación, para el mercado español ofrecía un incremento de potencia de 7 kW, pasando de los 160 CV (118 kW) a los 125 kW (170 CV).

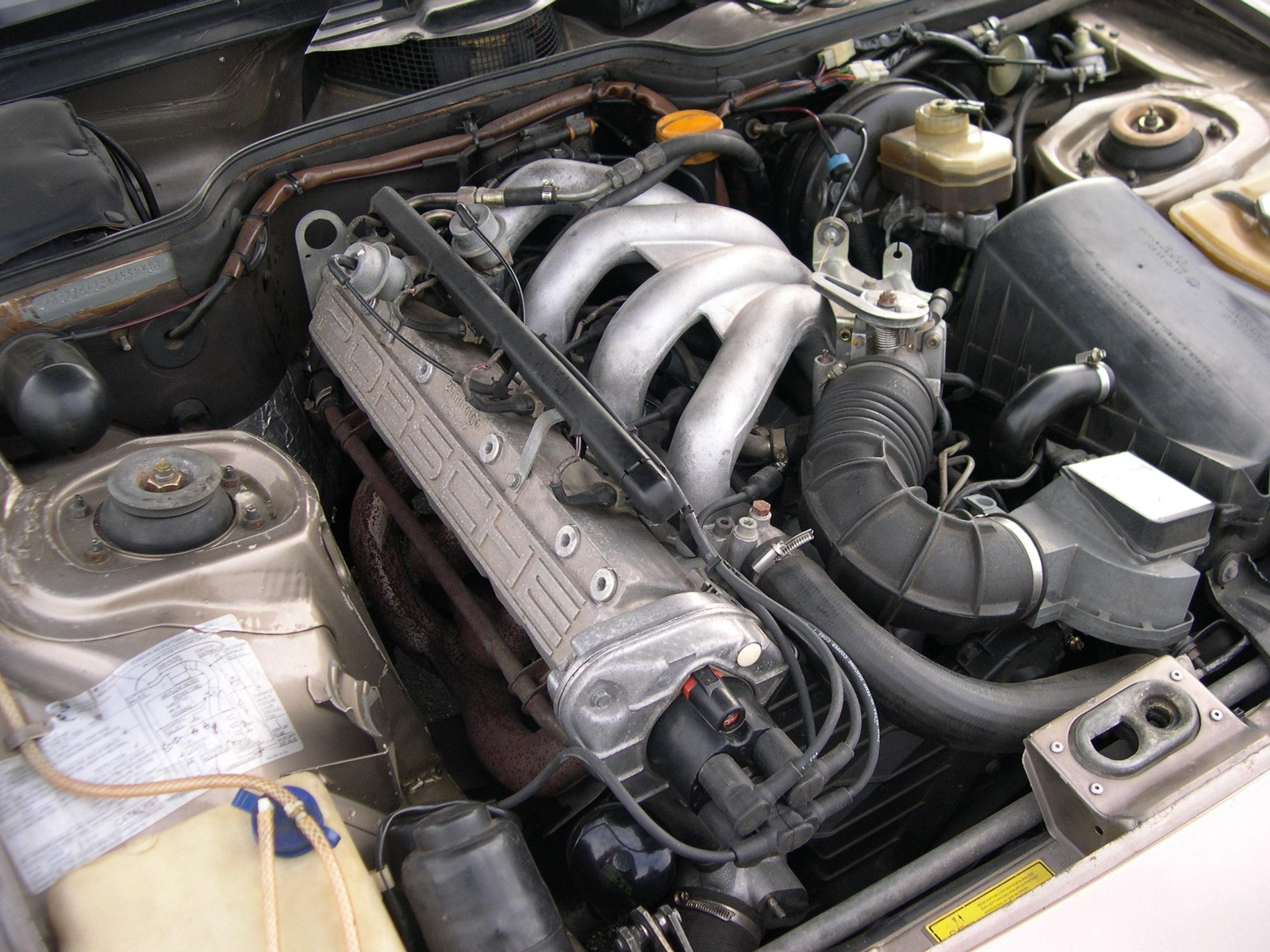
Motor 2,5L de 4 cilindros.jpg

Un año antes, en 1987, el motor catalizado, para el Porsche 944 (código del motor M44/07), producía 150 CV (110 kW), mientras que la versión sin catalizar aumentaba las prestaciones hasta los 163 CV (120 kW). Es decir, el motor catalizado perdía un 9% de potencia respecto al no catalizado. 
En el año 1988 Porsche decidió que todos los coches de su producción llevasen de serie catalizador, esto conllevaba una pérdida de prestaciones que el fabricante intentó paliar realizando cambios en el propulsor de 4 cilindros y 2,5 Litros.

En 1988, (código del motor M44/09), la potencia del motor catalizado se incrementó de 150 CV hasta los 160 CV (118 kW), ganando 8 kW. Este aumento de potencia se logró compatibilizando el catalizador con la gasolina super sin plomo, utilizando diferentes pistones, una nueva centralita, elevando la relación de compresión de 9.7:1 a 10.2:1 y mejorando el sistema de ventilación. Pero para el mercado español, debido a que no estaba generalizada la distribución de la Gasolina sin plomo en todas las estaciones de servicio, se importaron los Spirit sin catalizar. La eliminación del catalizador hacía que el modelo 924 Spirit ganase 7 kW, superando sin problemas los 170 CV (125 kW) en un banco de potencia. 

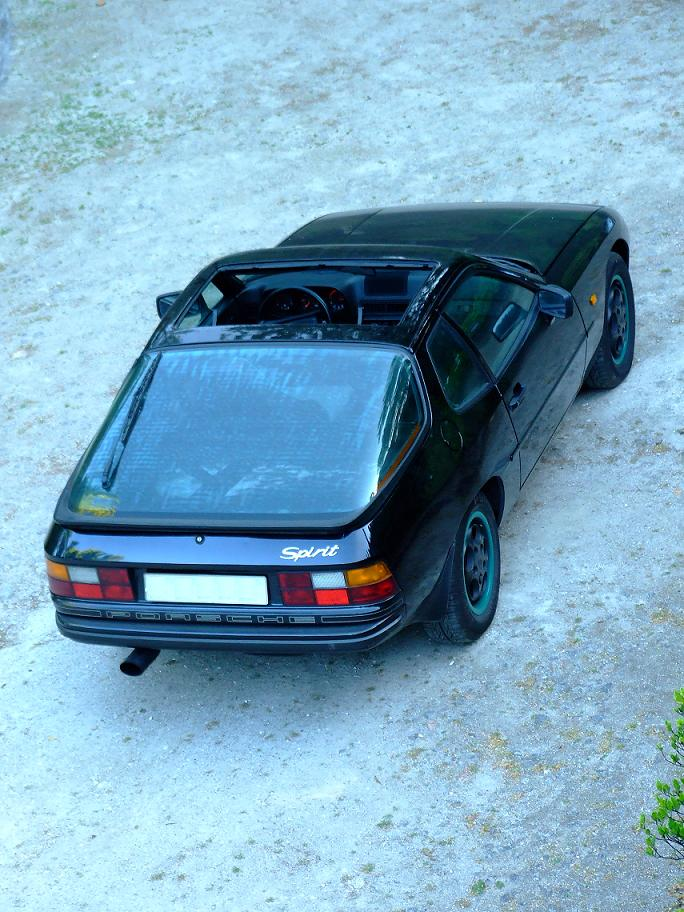
Porsche 924 Spirit

Este motor de 2,5 Litros de 118 kW, o de 125 kW sin catalizador (opción M150), se fabricó entre septiembre de 1987 y febrero de 1988. A partir de septiembre de 1988 fue sustituido por el de 2,7 Litros de cilindrada, el cual producía 121 kW catalizado y fue montado en el Porsche 944 2,7.
La potencia del motor se transmitía, mediante un eje rígido, a una caja de cambios (tipo 016J; código 6Y) colocada en el eje trasero (sistema transaxle), de esta forma se conseguía un reparto de pesos entre ambos ejes perfecto (50/50). Esta caja de cambios tenía 5 velocidades con la siguiente relación: Primera: 10:36 (3.600); segunda: 16:34 (2.1250); tercera: 24:35 (1.4583); cuarta: 28:30 (1.0714); quinta: 35:29 (0.8286); marcha A.  12:42 (3.500) 9:35 (3.8889).